# Arctornis sikkima
Arctornis sikkima är en fjärilsart som beskrevs av Embrik Strand 1914. Arctornis sikkima ingår i släktet Arctornis och familjen tofsspinnare. Inga underarter finns listade i Catalogue of Life.